# Heteronychus consimilis
Heteronychus consimilis är en skalbaggsart som beskrevs av Hermann Julius Kolbe 1900. Heteronychus consimilis ingår i släktet Heteronychus och familjen Dynastidae. Inga underarter finns listade i Catalogue of Life.